# ГЕС Кідату
ГЕС Кідату — гідроелектростанція в центральній частині Танзанії. Знаходячись після ГЕС Мтера становить нижній ступінь каскаду на річці Велика Руаха, котра є найбільшою лівою притокою Руфіджі (впадає в Індійський океан дещо південніше від Дар-ес-Саламу навпроти острова Мафія).
В межах проекту річку перекрили земляною/кам'яно-накидною греблею висотою 40 метрів та довжиною 350 метрів, на спорудження якої пішло 0,8 млн м3 матеріалу. Вона утворює водосховище з площею поверхні 9,5 км2, об'ємом 125 млн м3 та можливим коливанням рівня води між позначками 433 та 450 метрів НРМ (втім, основне накопичення ресурсу для роботи каскаду відбувається у сховищі верхньої ГЕС Мтера).
З водосховища ресурс подається до підземного машинного залу через прокладений у правобережному гірському масиві дериваційний тунель довжиною 9,6 км.  У залі в 1975-му ввели в експлуатацію дві турбіни типу Френсіс потужністю по 50 МВт, а разом зі спорудженням греблі Мтера в 1980-му їх доповнили ще двома такими ж. Це обладнання працює при напорі у 175 метрів. Відпрацьована вода повертається у річку по відвідному тунелю довжиною 1 км (можливо відзначити, що всього при створенні підземних споруд станції провели вибірку 1 млн м3 порід).
Видача продукції відбувається по ЛЕП, що працює під напругою 220 кВ.